# IRF5
L'IRF (pour « Interferon regulatory factor 5 ») est une protéine de la famille des facteurs de régulation de l'interféron, avec un rôle de facteur de transcription. Son gène est IRF5 situé sur le Chromosome 7 humain.

## Rôles
il augmente l'expression des sous-unités es interleukines 12 et 23 et diminue celle de l'interleukine 10.
Il favorise la résistance à l'insuline et modifie la répartition des graisses.
Son inhibition pourrait améliorer la cicatrisation cardiaque après un infarctus du myocarde.
Dans l'athérome, il aurait un rôle pro-inflammatoire et inhiberait l'efférocytose.